# PASCAL (database)
PASCAL è un database bibliografico scientifico, gestito dall'INIST (Institut de la Communication et des Réseaux pour la Technologie de l'Information; Istituto di Comunicazione e Reti per la Tecnologia dell'Informazione), che copre la letteratura scientifica di base in ambito scientifico, tecnologico e medico, con particolare attenzione alla letteratura europea.
Da maggio 2019, l'INIST offre un accesso gratuito a tutti i record bibliografici di Pascal e di Francis prodotti tra il 1972 e il 2015, ovvero 21 milioni di schede, alcune delle quali con un link al testo integrale. .

## Storia
PASCAL ebbe origine nel bollettino del CNRS, creato nel 1940 dal fisico Pierre Auger. Si tratta di una raccolta di periodici di analisi della letteratura internazionale nel campo delle scienze esatte. La base dati è stata informatizzata nel 1973 e nel 1986 contava 6 milioni di riferimenti bibliografici e un aumento di quasi 400.000 nuovi inserimenti all'anno. All'inizio degli anni '90, la base era accessibile tramite i server Questel e ESA.
Questa banca dati bibliografica in ambito scientifico, tecnologico e medico è stata creata nel 1971. L'acronimo PASCAL è stato creato con il seguente significato: Programme Appliqué à la Sélection et à la Compilation Automatique de la Littérature (Programma applicato alla selezione e alla compilazione automatica della letteratura)..
PASCAL non è più aggiornato dal 31 dicembre 2014. Nel luglio 2016, insieme alla base Francis, l'accesso ai contenuti di Pascal è stato reso disponibile in modalità di accesso aperto.

## Descrizione
A partire dal 2012, PASCAL gestiva un database di oltre 17 milioni di record, il 90% dei quali sono abstract di autori. La copertura va dal 1973 ad oggi. I documenti sono composti per l'88% da articoli di riviste (3.085 titoli internazionali), per il 9% da atti di convegni e per il 3% da tesi di laurea, libri, brevetti e relazioni.
Il servizio è a pagamento ed è fornito da Datastar, Dialog, Ovid Technologies, Questel.Orbit, QWAM System, STN International. Le lingue supportate sono l'inglese, il francese e lo spagnolo.
La versione stabile della base di dati online dal 2016 conteneva 12 milioni di record..